# هندرسون‌ویل (تنسی)
هندرسنویل(به انگلیسی: Hendersonville) شهری در ایالت تنسی کشور ایالات متحده آمریکا است که جمعیت آن در سرشماری سال ۲۰۱۰ میلادی، ۵۱٬۳۷۲ نفر بوده‌است.